# La Marque de la vengeance
Série
Kill 'Em All 2
(2024)
Pour plus de détails, voir Fiche technique et Distribution.
La Marque de la vengeance (Kill 'em All) est un film américain réalisé par Peter Malota et sorti en 2017. Il met en vedette Jean-Claude Van Damme, Autumn Reeser et Peter Stormare.
Une suite réalisée par Valeri Milev, Kill 'Em All 2, sort en 2024.

## Synopsis
Un homme non identifié arrive dans un hôpital, moribond. Il est pris en charge par une infirmière dévouée, Suzanne. La situation tourne mal lorsqu'une organisation criminelle internationale envahit l'hôpital pour en finir avec lui.

## Fiche technique
- Titre français : La Marque de la vengeance
- Titre original : Kill 'Em All
- Titre québécois: Sans Pitié
- Réalisation : Peter Malota
- Producteur : Rafael Primorac
- Pays de production :  États-Unis
- Genre : thriller, action
- Distribution : Sony Pictures Entertainment
- Durée : 96 minutes
- Date de sortie :
  -  États-Unis : 6 juin 2017 (direct-to-video)
  -  France : 12 juin 2017 (vidéo à la demande)

## Distribution
- Jean-Claude Van Damme (VF : Patrice Baudrier) : Philip
- Autumn Reeser (VF : Fily Keita) : Suzanne
- Peter Stormare (VF : Féodor Atkine) : l'agent Mark Holman de la CIA
- María Conchita Alonso (VF : Michèle Buzynski) : l'agent fédéral Linda Sanders
- Daniel Bernhardt (VF : Igor Chometowski) : Radovan
- Kris Van Damme : Dušan
- Mila Kalađurđević : Almira
- Paul Sampson : Klaus
- Kieran Gallagher : Zoran
- Peter Organ : Ivan
- Talia Asseraf : Laura Berns

 Source et légende : version française (VF) sur RS Doublage

## Suite
Elle sort en septembre 2024.